# 무안고등학교
무안고등학교(務安高等學校)는 대한민국 전라남도 무안군 무안읍 성남리에 있는 공립 고등학교이다.

## 학교 연혁
- 1965년 3월 3일 : 무안농업고등학교로 개교
- 1969년 12월 2일 : 무안실업고등학교로 교명 변경
- 1974년 12월 11일 : 무안종합고등학교로 교명 변경
- 1987년 7월 30일 : 무안고등학교로 교명 변경 (인문계)
- 1992년 3월 1일 : 무안종합고등학교로 교명 변경 (보통과, 전자과)
- 2002년 3월 1일 : 무안고등학교로 교명 변경
- 2009년 3월 1일 : 컴퓨터전자과로 학과 개편
- 2012년 3월 1일 : 학과 개편 (공업계열 전자로봇과)
- 2013년 3월 1일 : 학과 개편 (보통과) (1학년 일반계 3학급 모집, 거점고등학교 추진)
- 2015년 3월 17일 : 무안지역 해제고·현경고·무안고 통합 새출발 기념식
- 2023년 9월 1일 : 제24대 양회룡 교장 부임
- 2024년 9월 1일 : 교육부 자율형 공립고 2.0 지정
- 2025년 2월 6일 : 제58회 졸업식 (졸업생 175명, 총 6,285명)
- 2025년 3월 4일 : 신입생 (남 95명, 여 102명 계 197명 7학급) 입학

## 참고 자료
- 무안고등학교 - 한국교육학술정보원 학교알리미